# Lunettes de natation
Pour les articles homonymes, voir lunette.

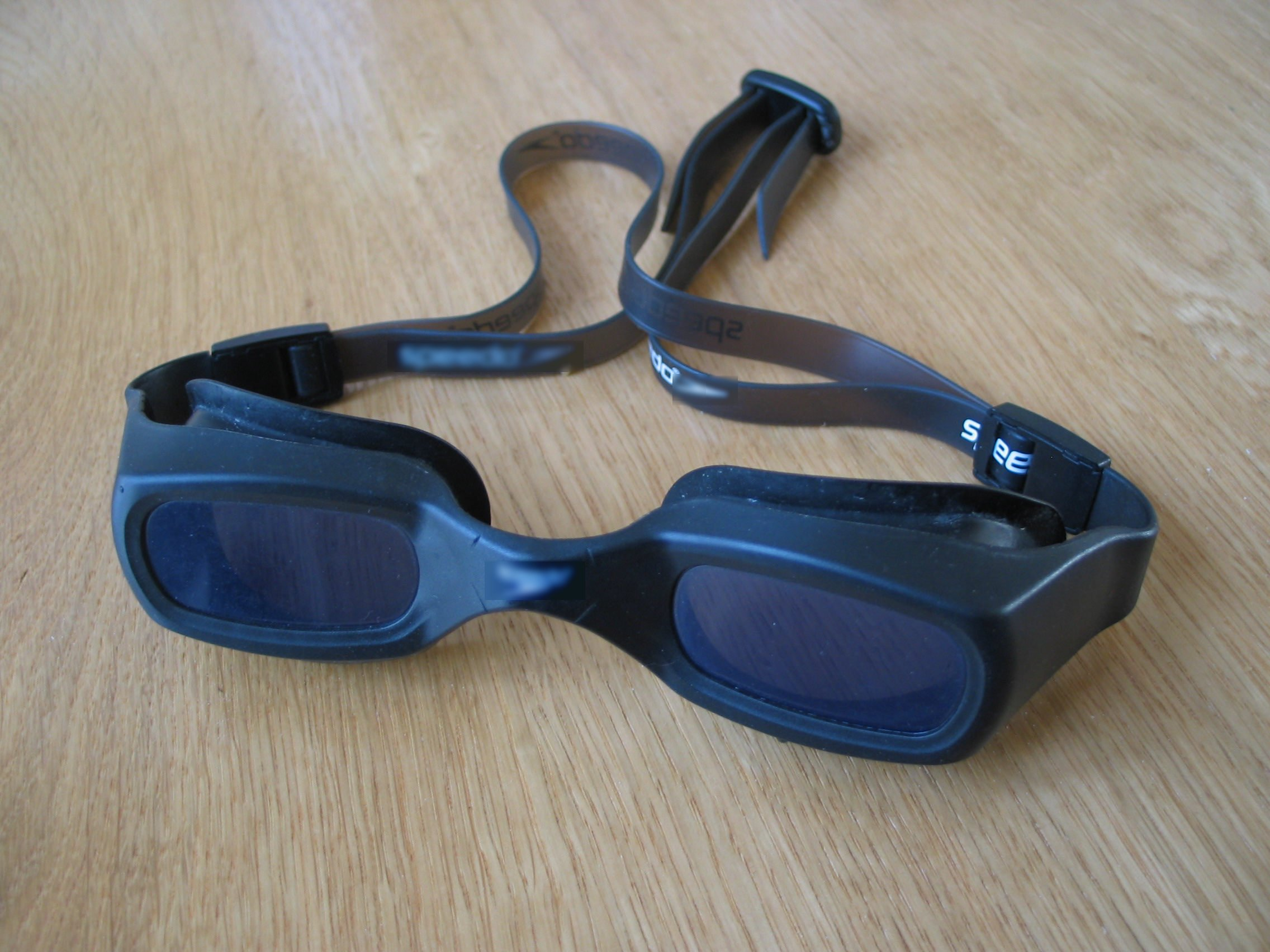
Une paire de lunettes de natation.

Les lunettes de natation, également appelées lunettes de piscine sont spécialement conçues pour permettre au nageur de regarder sous l'eau et pour protéger les yeux, par exemple contre le chlore. Elles sont totalement étanches. Elles sont utilisées par tous les nageurs de compétition ainsi que par la plupart des nageurs amateurs. Elles ne doivent pas être utilisées pour la nage subaquatique et notamment la plongée en apnée en raison de l'impossibilité d'équilibrer la pression de l'air qu'elles contiennent, ce qui causerait un barotraumatisme oculaire. 

## Description
Une paire de lunettes de piscine se compose du verre, du pont, du joint et de l'élastique de réglage. Le pont relie les 2 verres entre eux et peut être fixe ou réglable. 

## Principaux modèles
- Lunettes monobloc : de plus en plus utilisées. Elles ont un pont fixe et se règlent par les lanières.
- Lunettes pont réglable : l'écartement entre les 2 verres est réglable par le pont qui comprend des crans.
- Masque de piscine : a la forme d'un masque de plongée.

## Les différents modèles de joints

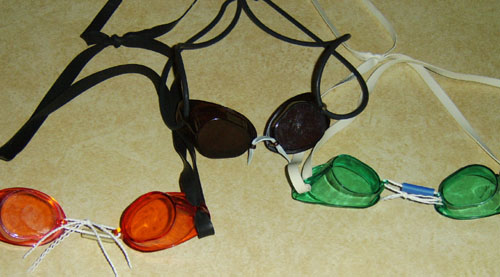
Lunettes suédoises

- Lunettes suédoises ou modèles sans joint : elles sont avant tout utilisées par les compétiteurs. Elles sont à monter en kit.
- Joint silicone : étanche, utilisés par les nageurs réguliers.
- Joint mousse : pour lunette de loisir. Confortable

## Les différentes lanières
- Double lanière réglable à l'arrière : il s'agit d'un procédé récent, où les lunettes se règlent à l'arrière. Utilisé avec un double élastique.
- Simple lanière réglable à l'arrière: il s'agit d'un procédé révolutionnaire[réf. nécessaire], qui reprend le principe du réglage à l'arrière mais avec une simple lanière réglable à l'arrière. Cette lanière unique est à mémoire de forme, ce qui permet un réglage plus facile.
- Lanière réglable sur les côtés : elles se règlent sur le côté droit et gauche, sur le devant. C'est le modèle de lanière le plus répandu.